# STS-27
STS-27 e двадесет и седмата мисия на НАСА по програмата Спейс шатъл и трети полет на совалката Атлантис. Полетът е извършен в интерес на Министерството на отбраната на САЩ.

## Екипаж
| Пост                    | Астронавт                            |
| ----------------------- | ------------------------------------ |
| Командир                | Робърт Гибсън трети космически полет |
| Пилот                   | Гай Гарднър първи космически полет   |
| Специалист на мисията 1 | Ричард Малън втори космически полет  |
| Специалист на мисията 2 | Джери Рос втори космически полет     |
| Специалист на мисията 3 | Уилям Шепърд първи космически полет  |

- Броят на полетите е преди и включително тази мисия.

## Полетът
По време на мисията, повечето от детайлите на която са останали засекретни, е изведен в орбита разузнавателен спътник USA-34. В разсекретени архиви на НАСА е идентифициран като Лакрос 1. Той представлява радар, действащ при всякакви метеорологични условия за сателитно наблюдение и е собственост на американското Национално управление за военно космическо разузнаване (на английски: National Reconnaissance Office – NRO) и ЦРУ.
Мисията е първоначално насрочена да започне на 1 декември 1988 г., но изстрелването е отложено с един ден, заради облачна покривка и силни ветрове на площадката за изстрелване. Стартът е даден от площадка 39B (LC-39В) в космическия център Кенеди, Флорида на 2 декември 1988 г. в 09:30 EST. Приземява се на 6 декември 1988 г. на писта 17 в Edwards Air Force Base, Калифорния, в 18:35 EST. Общата продължителност на мисията е 4 денонощия 9 часа и 6 минути. „Атлантис“ е върната в космическия център „Кенеди“ на 13 декември.
Има предположения, че по време на тази мисия е извършено излизане в открития космос вероятно извършена от астронавтите Рос и Шепърд. Поради класифицираната изформация от мисията, подробности или потвърждение на това е няма.
По време на полета термозащитата на совалката претърпява много тежки щети и мисията е била близо до съдбата на совалката Колумбия, мисия STS-107 15 години по-късно. Парче изолация от десния твърдогоривен ускорител удря совалката 85 секунди след старта. При излизането в орбита с помощта на Канадарм2 е направен външен оглед, но ограничената резолюция и обхват на камерите прави невъзможно да се определи размера на щетите в пълна степен. Проблем създава и факта, че на екипажа е забранено да използват стандартния метод на изпращане на изображения към наземния контрол, поради класифицирания характер на мисията. Екипажът е принуден да използва бавен, криптиран метод за предаване и вероятно инженерите на НАСА получили изображения с лошо качество. Това ги подвежда да мислят, че щетите всъщност са „само светлини и сенки“. Отговорът им бил, че щетите на совалката не са по-тежки, отколкото на последните мисии.
При кацането се установява размерът на щетите – отдясно има над 700 повредени плочки, а една плочка изцяло липсва, а на лявата страна на „Атлантис“ поражения почти няма. В историята на програмата Спейс Шатъл, мисия „STS-27“ е претърпялата най-много повреди, върнала се успешно на Земята.

## Параметри на мисията
- Маса:
  - При старта: данните са секретни
  - При кацането: данните са секретни
  - Полезен товар: ~14 500 кг
- Перигей: 437 км
- Апогей: 447 км
- Инклинация: 57,0°
- Орбитален период: 93.4 мин

## Галерия
- Aтлантис на стартовата площадка.
- Стартът на Aтлантис, мисия STS-27.
- Aтлантис лети към космоса.
- Брахмапутра, снимана от космоса.
- Поглед към Фиджи от космоса.
- Кацането на совалката. Виждат се повредените плочки от термоизолацията.